# Castilleja chambersii
Castilleja chambersii är en snyltrotsväxtart som beskrevs av M. Egger och R. J. Meinke. Castilleja chambersii ingår i släktet målarborstar, och familjen snyltrotsväxter. Inga underarter finns listade i Catalogue of Life.